# Lob (bridge)
Au jeu de bridge, le lob est un coup à l'atout, qui consiste à jouer vers les honneurs de la main longue dans une couleur secondaire, pour éviter de se faire couper.